# Аркану (Бузау)
Аркану (рум. Arcanu) насеље је у Румунији у округу Бузау у општини Скутелничи. Oпштина се налази на надморској висини од 65 m.

## Становништво
Према подацима из 2002. године у насељу је живело 473 становника, од којих су сви румунске националности.